# Юхары Зейхур
Юхары Зейхур (азерб. Yuxarı Zeyxur, лезг. ЦIийхуьр) — сельский муниципалитет (село) в Гусарском районе Азербайджана.

## История

Лезгины во время молитвы (1929 г.)

Битва лезгин с русскими войсками близ селения Зейхур в 1810 году:
"Едва наши войска стали входить в ущелье гор, покрытых густым лесом, как лезгины со всех сторон насели на отряд. По неприступности гор артиллерия не могла принять участия в деле, и хотя в течение шести часов, до захождения солнца, кипел самый ожесточенный бой, но он кончился отступлением нашего отряда, потерявшего более 300 человек убитыми и ранеными», 50 человек попали в плен." 

## Население
По итогам переписи населения 2016 года в селе насчитывалось 980 жителей и 350 домов  . Однако на постоянной основе селе проживает 1/3 этого населения из-за проблемы постоянного оттока населения в крупные города главным образом в Баку и города России.
Национальный состав целиком сложен лезгинами, которые исповедуют ислам суннитского толка.